# Эльяшев, Исидор Захарович
Исидор Захарович Эльяшев (при рождении Израиль (Исроэл) Залкиндович Эльяшев; ивр. בעל-מחשבות‎; 31 августа (13 сентября) 1871, Ковно, Ковенская губерния — 1924, там же) — еврейский литературовед и литературный критик, известный под псевдонимом «Бал-Махшовес» (мыслитель), переводчик, врач-невролог. Основоположник литературной критики на идише.

## Биография
Родился 31 августа (по старому стилю) 1871 года в Ковно, в семье купца второй гильдии Залкинда-Калмана Юделевича (Залкинда Иделевича) Эльяшева (1834—1907) и Хаи-Соры Ароновны Аронзон (1839—?).
В 10-летнем возрасте отправлен в ешиву в Гробине (ныне Латвия), но за «еретические наклонности» через два года был исключён из школы. Продолжил обучение в средней школе в Швейцарии, затем изучал медицину и биологию в университетах Гейдельберга и Берлина. Кроме родного знал французский, немецкий и русский языки.
Политик, сторонник идей основоположника идеологии политического сионизма Теодора Герцля, был одним из зачинателей сионистского движения. Участвовал в работе Первого сионистского конгресса, проходившего в Базеле (Швейцария) в августе 1897 года в качестве делегата от Германии.
В 1901 году вернулся в Российскую империю, поселился в Варшаве после 15 лет пребывания на Западе. Занимался медициной, посвящая себя, в основном, литературной деятельности на идиш. В течение нескольких лет его регулярные статьи в «Дер Юд», «Glos Żydowski» и других идишских периодических изданиях сделали его ведущим литературным критиком идиша того времени.
20 июля 1906 года в Вильне заключил брак с Перлой Абрам-Ицековной Бархан (1884 года рождения из семьи лесозаготовителя), младшей сестрой писателя и переводчика Павла Бархана.
Во время Первой мировой войны прервал литературную деятельность; идишская пресса в 1915 году была запрещена в России, а Бал-Махшовес мобилизован в русскую армию в качестве военного врача.
В начале 1920-х годов — редактор идишского отдела издательства «Клаль».

## Творчество
В литературе с середины 1890-х годов. Дебютировал со статьями, опубликованными на немецком и русском языках. Его первое литературное произведение на идише, «Фельетон небольшой ценности», было опубликовано в журнале в 1897 году. Бал-Махшовес занялся серьёзным написанием на идише только в 1899 году по настоянию редактора варшавского еженедельника «Дер Юд» .
Положил начало еврейской литературной критике в европейском смысле слова, ввёл впервые еврейскую литературу в круг современных эстетических понятий и требований. Последователь Тэна, подходил к явлениям еврейской литературы с социологической точки зрения, но вся его «социология» определялась сионистскими убеждениями, которым он оставался верен в продолжение всей своей деятельности.
За Бал-Махшовесом остаётся заслуга первых социологических обобщений важнейших явлений еврейской литературы (его статьи о Менделе и др.).
Пробовал свои силы также в публицистике и в области фельетона.
Перевел книгу «Старая новая земля» Т. Герцля с призывом автора к созданию современного еврейского государства с немецкого на идиш, по личной просьбе Герцля.
Наиболее значительные из ранних произведений Бал-Махшовеса были опубликованы в пяти томах его «Избранных сборников» (1910—1915).
Представил миру среди других произведения видных современных классических писателей на идише: Шолом-Алейхема, Менделе Мойхер-Сфорима, Ицхока-Лейбуша Переца и Нахума Соколова и писателей на иврите, включая, Хаима Нахмана Бялика и Шолома Аша.

## Семья
- Сын — Николай Эльяшев, поэт.
- Брат — Моисей Захарович Эльяшов, шахматист.
- Сестра — Хена (в замужестве Штейнберг, 1866—?). Племянники — народный комиссар юстиции РСФСР И. З. Штейнберг и философ А. З. Штейнберг.
- Сестра — Эсфирь (Эстер) Захаровна Эльяшева-Гурлянд (1878—1941), философ и литературный критик.